# چوپانان (نائین)
چوپانان (نائین)، روستایی از توابع بخش انارک شهرستان نائین در استان اصفهان ایران است.

## جمعیت
این روستا در دهستان چوپانان قرار دارد و براساس سرشماری مرکز آمار ایران در سال ۱۳۸۵، جمعیت آن ۱٬۴۸۵ نفر (۴۲۱خانوار) بوده‌است.